# Netscape Portable Runtime
El Netscape Portable Runtime, o NSPR, es una biblioteca de abstracción de plataforma que hace que todos los sistemas operativos que soporta, parezcan el mismo para Mozilla. Esto hace posible escribir código transplataforma. NSPR proporciona independencia de plataforma para instalaciones de sistemas operativos que no son GUI. Estas instalaciones incluyen:
- hilos
- sincronización del hilo
- archivo normal y E/S de red
- tiempo de intervalo y tiempo de calendario
- gestión básica de la memoria (malloc y libre)
- ...y el enlace a la biblioteca compartida.

Gran parte de la biblioteca, y tal vez el empuje general de la misma en el entorno de Gromit, proporciona los fundamentos de la máquina virtual de Java, mapeando más o menos la capa de sistema que Sun define para la portabilidad de la máquina virtual de Java a varias plataformas. El NSPR va más allá de ese requisito en algunas áreas, ya que también funciona como la capa independiente de la plataforma para la mayoría de los servidores producidos por Netscape. 